# Aroa substrigosa
Aroa substrigosa är en fjärilsart som beskrevs av Walker 1855. Aroa substrigosa ingår i släktet Aroa och familjen tofsspinnare. Inga underarter finns listade i Catalogue of Life.